# Клаузена
Клаузе́на (лат. Clausena) — род деревьев и трав, включённый в подсемейство Aurantioideae семейства Рутовые (Rutaceae). Включает около 20 видов.

## Название

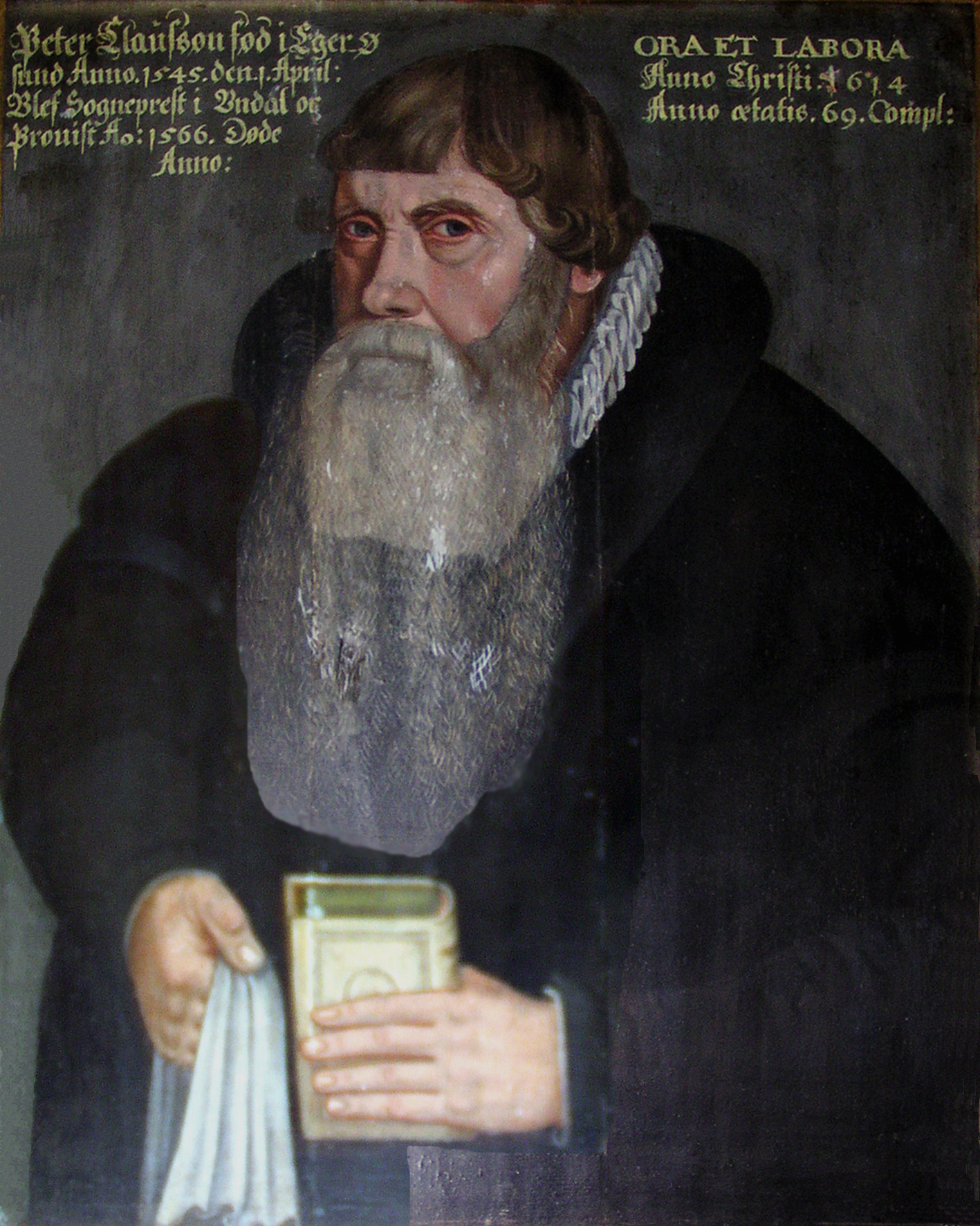
Педер Клауссен Фрис

Род Клаузена был назван нидерландским ботаником Николасом Бурманом в честь Педера Клауссена Фриса (1545—1614), норвежского писателя и священника. В первоначальной публикации Бурмана было использовано название «Claucena», однако впоследствии оно было изменено.

## Ботаническое описание
Представители рода — деревья и травянистые растения. Листья расположены очерёдно, неправильно перисто-рассечённые.
Цветки обычно обоеполые, реже пестичные, собраны на концах побегов или в пазухах листьев в метёльчатые или кистевидные соцветия. Чашечка и венчик разделены на 4 или 5 долей. Тычинок 8—10, нити немного более толстые в основании, чем в верхней части.
Плод — ягода без мякоти, с мембрановидным эндокарпом. Семена без эндосперма, в эллиптическими семядолями.

## Ареал
Виды клаузены произрастают в тропических регионах Азии, Африки и Австралии.

## Таксономия
|  |                                      |  |                                                       |                                                       |                   |  | ещё 8—10 семейств (согласно Системе APG II) |                     |                     |                |
|  |                                      |  |                                                       |                                                       |                   |  |                                             |                     |                     | около 20 видов |
|  |                                      |  |                                                       | порядок Сапиндоцветные                                |                   |  |                                             |                     | род Клаузена        |                |
|  |                                      |  |                                                       | порядок Сапиндоцветные                                |                   |  |                                             |                     | род Клаузена        |                |
|  | отдел Цветковые, или Покрытосеменные |  |                                                       |                                                       | семейство Рутовые |  |                                             |                     |                     |                |
|  | отдел Цветковые, или Покрытосеменные |  |                                                       |                                                       |                   |  |                                             |                     |                     |                |
|  |                                      |  | ещё 44 порядка цветковых растений (по Системе APG II) | ещё 44 порядка цветковых растений (по Системе APG II) |                   |  |                                             | ещё около 170 родов | ещё около 170 родов |                |
|  |                                      |  |                                                       | ещё 44 порядка цветковых растений (по Системе APG II) |                   |  |                                             |                     | ещё около 170 родов |                |

### Виды
По информации базы данных The Plant List, род включает 21 видов:
- Clausena abyssinica Engl.
- Clausena anisata (Willd.) Hook.f. ex Benth. — Клаузена анисовая
- Clausena austroindica B.C.Stone & K.K.N.Nair
- Clausena brevistyla Oliv.
- Clausena dentata (Willd.) Roem.
- Clausena engleri Yu.Tanaka
- Clausena excavata Burm.f. typus[1]
- Clausena hainanensis C.C.Huang & W.F.Xing
- Clausena harmandiana (Pierre) Guillaumin
- Clausena henryi (Swingle) C.C.Huang
- Clausena heptaphylla (Roxb.) Wight & Arn.
- Clausena indica (Dalzell) Oliv.
- Clausena inolida Z.J.Yu & C.Y.Wong8
- Clausena kanpurensis Molino
- Clausena lansium (Lour.) Skeels — Клаузена точечная, или вампи
- Clausena lenis Drake
- Clausena luxurians (Kurz) Swingle
- Clausena poilanei Molino
- Clausena sanki (Perr.) Molino
- Clausena smyrelliana P.I.Forst.
- Clausena wallichii Oliv.